# Karl Heinrich Lottner

Karl Heinrich Lottner

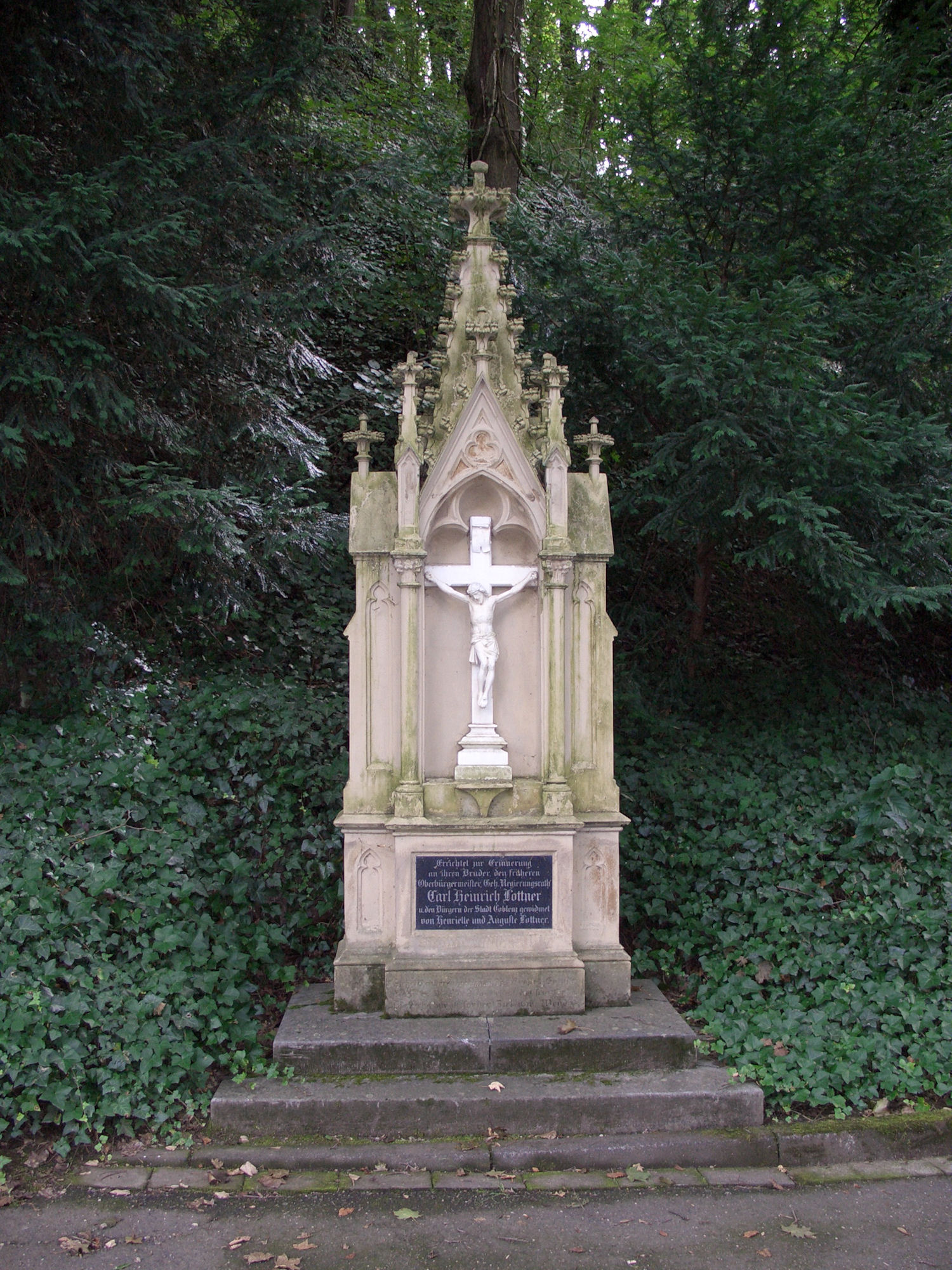
Gedenkstein für den Koblenzer Oberbürgermeister Karl Heinrich Lottner auf dem Hauptfriedhof Koblenz

Karl Heinrich Lottner (* 31. Juli 1825 in Koblenz; † 10. Januar 1897 in Bonn) war ein deutscher Jurist und von 1867 bis 1888 Oberbürgermeister von Koblenz.

## Leben und Beruf
Karl Heinrich Lottner wurde als Sohn eines Artilleriehauptmanns geboren und studierte Rechtswissenschaften in Bonn. Hier war er Mitglied in der Studentenverbindung Corps Palatia Bonn. Er arbeitete als Assessor und Friedensrichter am Landgericht Koblenz. Danach war er seit 1855 Friedensrichter in Saarlouis, ein Jahr später dann in Stromberg. In das Amt des Koblenzer Oberbürgermeisters wurde Lottner am 26. Juni 1867 vom Stadtrat gewählt. Am 12. August 1868 wurde ihm der Titel Oberbürgermeister verliehen. Wegen Krankheit und zunehmenden Alters legte er es am 29. November 1887 nieder, führte aber noch die Amtsgeschäfte, bis sein Nachfolger Emil Schüller am 16. April 1888 das Amt übernahm. Lottner zog dann nach Bonn und verstarb dort 1897. Begraben wurde er auf dem Koblenzer Hauptfriedhof auf Feld 15, das ins einer Amtszeit neu angelegt wurde. Unweit seines Grabes erinnert auch ein Gedenkstein an Lottner.

## Wirken als Koblenzer Oberbürgermeister
Eines der ersten Amtshandlungen Lottners war der Kauf des Theaters am 10. Oktober 1867 für 25.700 Taler. Am 8. März 1871 erwarb er das Hospital in der Kastorstraße. Im Kulturkampf setzte sich Lottner 1874 für den katholischen Leseverein ein, der zuvor vom Polizeidirektor verboten wurde. Sorge bereitete ihm die Wohnsituation in der Stadt. Koblenz gehörte zu den am dicht besiedelten Städten in Preußen. Grund war, dass die Festungsanlagen jede Erweiterung der Stadt verhinderten und Preußen sich weigerte, die Anlagen aufzugeben. Auch die Trinkwasserversorgung war sehr schlecht. Die Wasserqualität der 34 öffentlichen Ziehbrunnen war katastrophal. Nur ein Teil der Koblenzer Bevölkerung wurde mit dem besseren Quellwasser aus Metternich versorgt, dass seit 1786 über die kurfürstliche Trinkwasserleitung nach Koblenz kam. Lottner ließ deshalb auf dem Oberwerth 1886 ein Wasserwerk errichten, das die Stadt mit uferfiltriertem Wasser versorgte. 
In seine Amtszeit fiel ebenfalls die Eröffnung der Gülser Eisenbahnbrücke (1878) und der Horchheimer Eisenbahnbrücke (1879) sowie des Moselbahnhofs am 1. Mai 1879. Damit wurde zugleich die Moselstrecke als Teil der Kanonenbahn Berlin-Metz eröffnet. Am Ende seiner Amtszeit wurde Koblenz am 1. Oktober 1887 aus dem Landkreis Koblenz herausgelöst und zur kreisfreien Stadt erklärt.